# Beatriz Flamenco
Beatriz Eugenia Flamenco Mira (11 novembre 1995) è un'ex ostacolista salvadoregna.

## Palmarès
| Anno | Manifestazione                      | Sede        | Evento      | Risultato | Prestazione | Note |
| ---- | ----------------------------------- | ----------- | ----------- | --------- | ----------- | ---- |
| 2013 | Campionati centroamericani juniores | San José    | 100 m hs    | Argento   | 15"30       |      |
| 2013 | Campionati centroamericani          | Managua     | 100 m hs    | Bronzo    | 14"98       |      |
| 2014 | Campionati centroamericani juniores | Managua     | 100 m hs    | Bronzo    | 15"25       |      |
| 2014 | Campionati centroamericani juniores | Managua     | 100 m piani | Bronzo    | 12"78       |      |
| 2014 | Campionati centroamericani juniores | Managua     | 200 m piani | Oro       | 25"71       |      |
| 2014 | Campionati centroamericani          | Tegucigalpa | 100 m hs    | Oro       | 15"21       |      |
| 2014 | Campionati centroamericani          | Tegucigalpa | 200 m piani | 4ª        | 25"71       |      |
| 2014 | Campionati centroamericani          | Tegucigalpa | 4×100 m     | Argento   | 49"75       |      |
| 2014 | Campionati centroamericani          | Tegucigalpa | 4×400 m     | Argento   | 4:04.55     |      |
| 2015 | Campionati centroamericani          | Managua     | 100 m hs    | 4ª        | 15"17       |      |
| 2015 | Campionati centroamericani          | Managua     | 4×100 m     | Argento   | 48"83       |      |
| 2015 | Campionati NACAC                    | San José    | 100 m hs    | Batteria  | 14"53       |      |
| 2015 | Mondiali                            | Pechino     | 100 m hs    | Batteria  | 14"77       |      |